# Chondrohierax wilsonii
El gavilán caguarero, guaraguao o gavilán sonso (Chondrohierax wilsonii) es una especie de ave accipitriforme de la familia Accipitridae endémica de Cuba. Es el gavilán más raro en Cuba. Está muy emparentado con el milano picogarfio (Chondrohierax uncinatus) de América Central y América del Sur y algunos científicos lo consideran una subespecie de este (Chondrohierax uncinatus wilsonii).

## Nombres
Chondrohierax viene del griego y significa “gavilán cartilaginoso” y wilsonii del latín referente al nombre "Wilson". En lengua aborigen caguará se denomina a un “caracol grande”, por lo que gavilán caguarero significa gavilán caracolero. De origen taino es también guaraguao, nombre que es aplicado además a otras rapaces (véase Pandion haliaetus, Buteo platyptetus y Buteo jamaicensis). El apelativo de gavilán sonso le viene, como a otros de los guaraguaos, por su mansedumbre ante la presencia humana. En inglés se denomina Cuban Kite (Chondrohierax uncinatus es llamado Hook-billed Kite).

## Distribución
En el siglo XX sólo se reportaba en los sistemas montañosos de Sagua-Baracoa en las provincias de Holguín, Santiago de Cuba y Guantánamo. 
Estudios recientes parecen indicar que la especie está confinado a una pequeña zona en el oriente de Cuba, entre Moa y Baracoa, y posiblemente algunas otras partes de las provincias de Holguín y Guantánamo. Es en la actualidad el ave rapaz más rara de Cuba, y en peligro crítico de extinción.

## Descripción
El pico es fuerte, muy ganchudo (parecido al de los loros), blanco amarillento y en la base el color es azuloso oscuro que se extiende también a la cara. La cola es larga y con cuatro fajas transversas anchas, casi negras. Las alas extendidas muestran las plumas primarias con barrados blancos y oscuros muy distintivos. El iris es blanco-azuloso. Las patas son anaranjado-pálidas. El macho tiene un color azul-ceniciento en el dorso, más pálido en la cabeza. Por abajo con barras grises algo parduscas sobre fondo claro azulado, parece blancuzco visto desde lejos. La hembra tiene por el dorso color castaño-negruzco y por abajo es blancuzca con plumas con tres barras transversas castaño-rojizas. Las hembras inmaduras tienen el dorso salpicado de motas blancas
Viven en parejas, cerca de los ríos en los bosques de galería, por debajo de los 500 metros sobre el nivel del mar. Se alimentan de caracoles como son: Zachrysia, Corida, Veronicella y Polymita. Sus perchas de alimentación se descubren por los restos de caracoles y heces en la base.

## Ave amenazada
Chondrohierax wilsonii se ha categorizado como especie en peligro crítico de extinción. La disminución de su hábitat, la eliminación por los campesinos que suelen odiar las rapaces, y la disminución de la fauna de caracoles que constituyen su dieta son las principales causas de su desaparición. Hasta principios del siglo XX esta especie era considerada abundante en algunas zonas montañosas del oriente del país, pero ha sido observada muy pocas veces desde mediados de ese siglo. En el siglo XIX también existía en la península de Zapata y en Cienfuegos.
Las márgenes de los ríos por debajo de los 500 metros sobre el nivel del mar en las zonas donde fueron vistos más recientemente se encuentran afectadas por la deforestación. Esto acentúa la declinación de los ecosistemas que albergan los últimos reductos de la especie.
Como no son ariscos, y permiten que los humanos se le aproximen, son fácilmente cazados por los campesinos, que suelen eliminar a todas las rapaces, a las que acusan sin distinción de especies de cazar sus aves de corral. En encuestas realizadas en la zona por Gálvez y Berovides en 1996, el 87% de los campesinos no logra distinguir ninguna de las 23 especies de rapaces que existen en Cuba.
El consumo de los grandes caracoles terrestres, como las Zachrysias, por los cerdos libres en áreas silvestre y el coleccionismo de caracoles arborícolas, como las llamativas Polymitas, pueden haber afectado la subsistencia del gavilán caguarero.

## Acciones de conservación
En 1996 se obtuvieron algunas evidencias mediante encuestas de la posible subsistencia de Chondrohierax wilsonii en las montañas de la región de Sagua-Baracoa. Se intenta obtener pruebas fidedignas de su supervivencia. Se intenta educar a los pobladores de los posibles últimos reductos de la especie sobre la importancia de la conservación de las rapaces para los ecosistemas. En especial sobre la importancia de la conservación del gavilán caguarero, lo que incluye la conservación y restauración de los bosques ribereños, y la protección de la fauna de moluscos. Para esto se usan programas radiales y la comunicación personal de investigadores con los campesinos. Se ha sumado a guardabosques y población local a la búsqueda de las perchas de alimentación en los lugares donde hay mayores posibilidades de que la especie exista. Profesores de escuelas de esas montañas se han incorporado al trabajo de encuestas y educación ambiental, a los que se les han enviado fotos e información sobre el gavilán caguarero, su hábitat y qué hacer para su conservación.